# Saint-Denis-d’Anjou
Saint-Denis-d’Anjou ist eine französische Gemeinde mit 1.512 Einwohnern (Stand: 1. Januar 2022) im Département Mayenne in der Region Pays de la Loire; sie gehört zum Arrondissement Château-Gontier und zum Kanton Château-Gontier-sur-Mayenne-1. Die Einwohner der Gemeinde werden Dionysiens genannt.

## Geographie
Saint-Denis-d’Anjou liegt etwa 53 Kilometer westsüdwestlich von Le Mans. Der Fluss Sarthe begrenzt die Gemeinde im Osten, dessen späterer Zufluss Baraize durchquert das Gemeindegebiet im Süden. Umgeben wird Saint-Denis-d’Anjou von den Nachbargemeinden Bouère im Nordwesten und Norden, Souvigné-sur-Sarthe im Norden und Nordosten, Sablé-sur-Sarthe im Nordosten, Pincé im Osten, Précigné im Osten und Südosten, Morannes sur Sarthe-Daumeray im Südosten und Süden, Miré im Südwesten sowie Bierné-les-Villages im Westen.

## Bevölkerungsentwicklung
| Einwohner                  | 1445 | 1445 | 1316 | 1279 | 1278 | 1337 | 1460 | 1548 |
| Quellen: Cassini und INSEE |      |      |      |      |      |      |      |      |

## Sehenswürdigkeiten
- Kirche Saint-Denis aus dem 12. Jahrhundert Monument historique seit 1931
- Kirche Saint-Pierre in Varennes-Bourreau
- Kapelle Saint-Martin in Villenglose, Monument historique
- Kleines Schloss La Bouquetière
- Markthalle

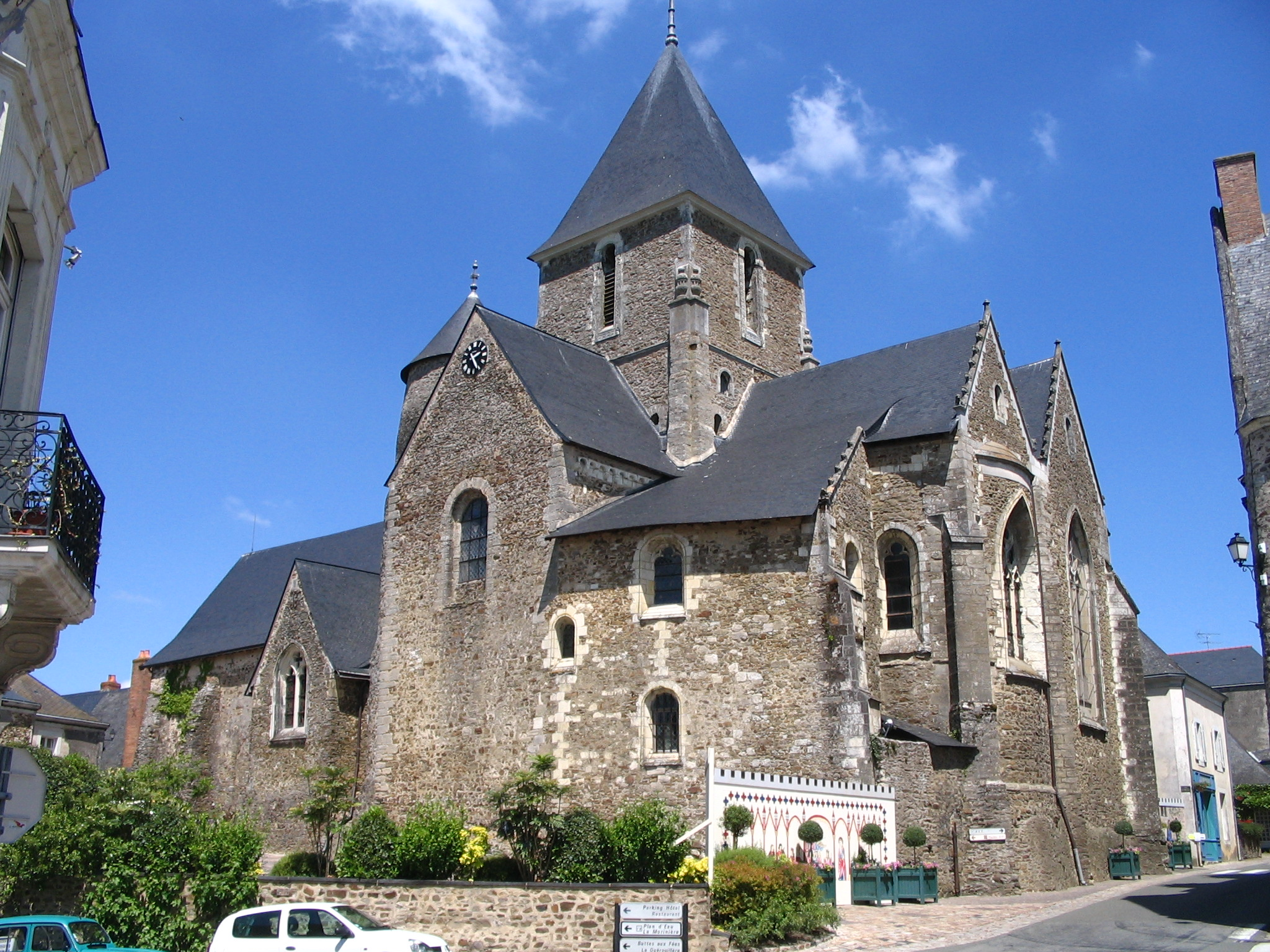
Kirche Saint-Denis
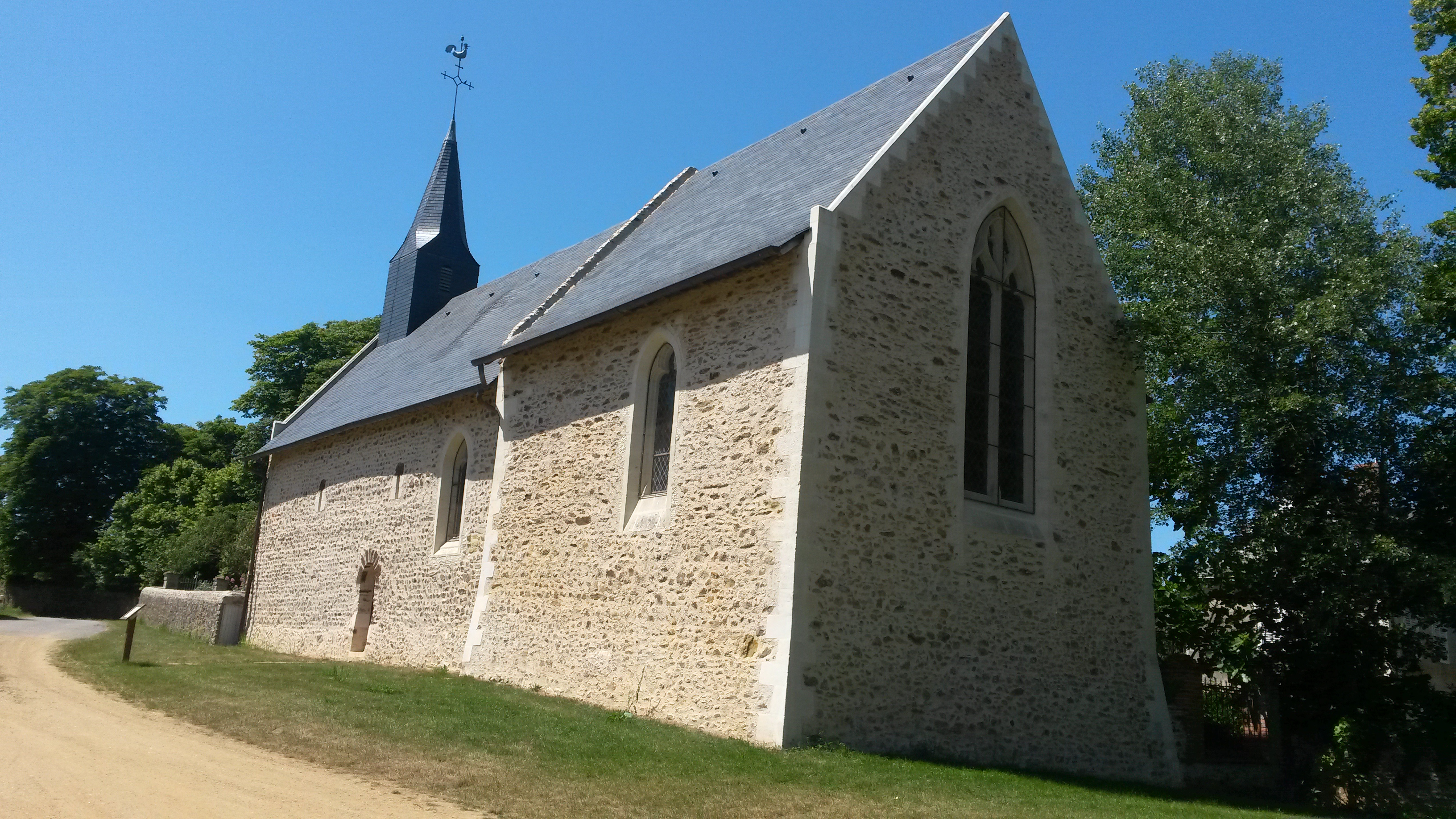
Kirche Saint-Pierre in Varennes-Bourreau
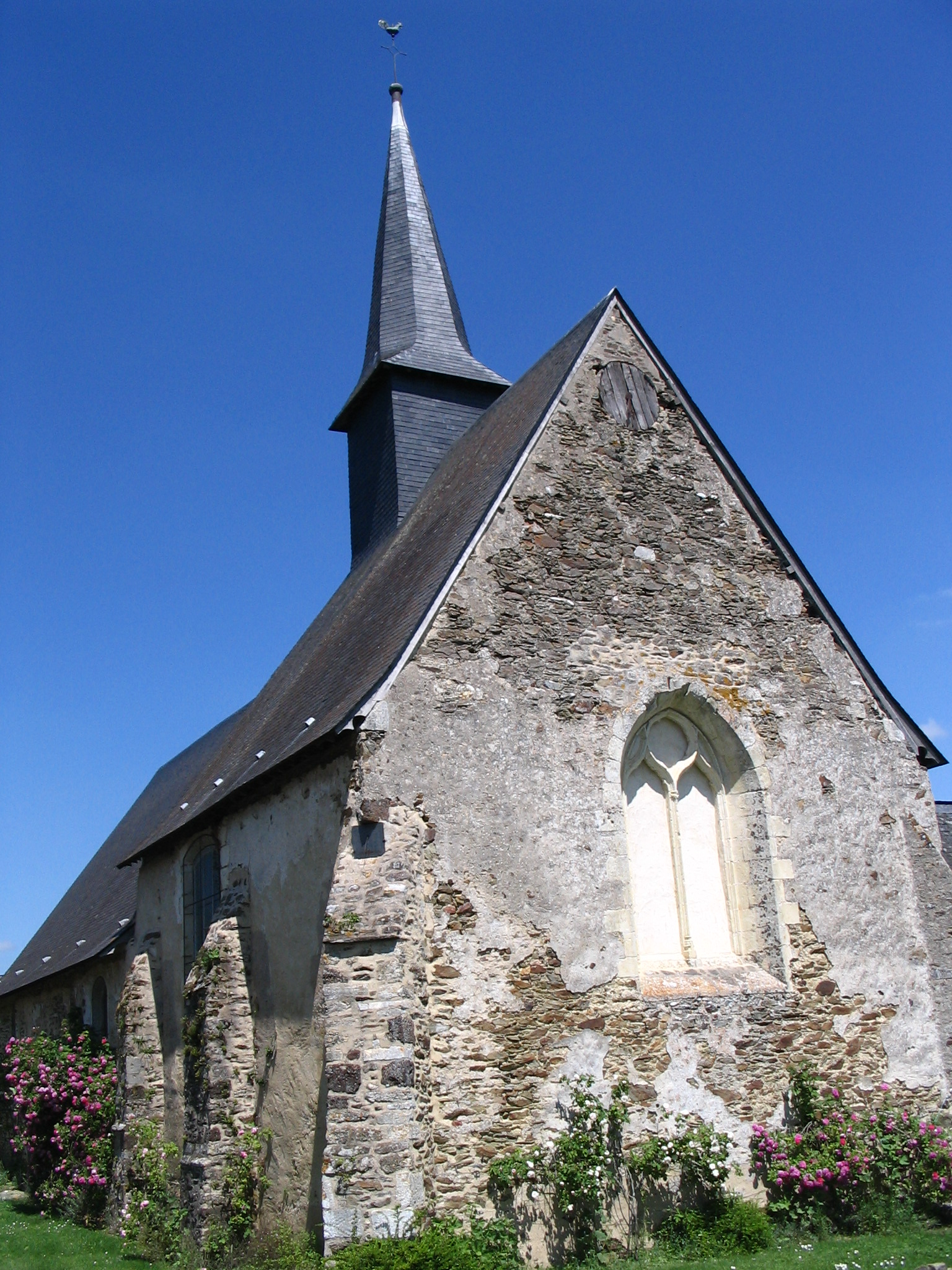
Kapelle Saint-Martin in Villenglose
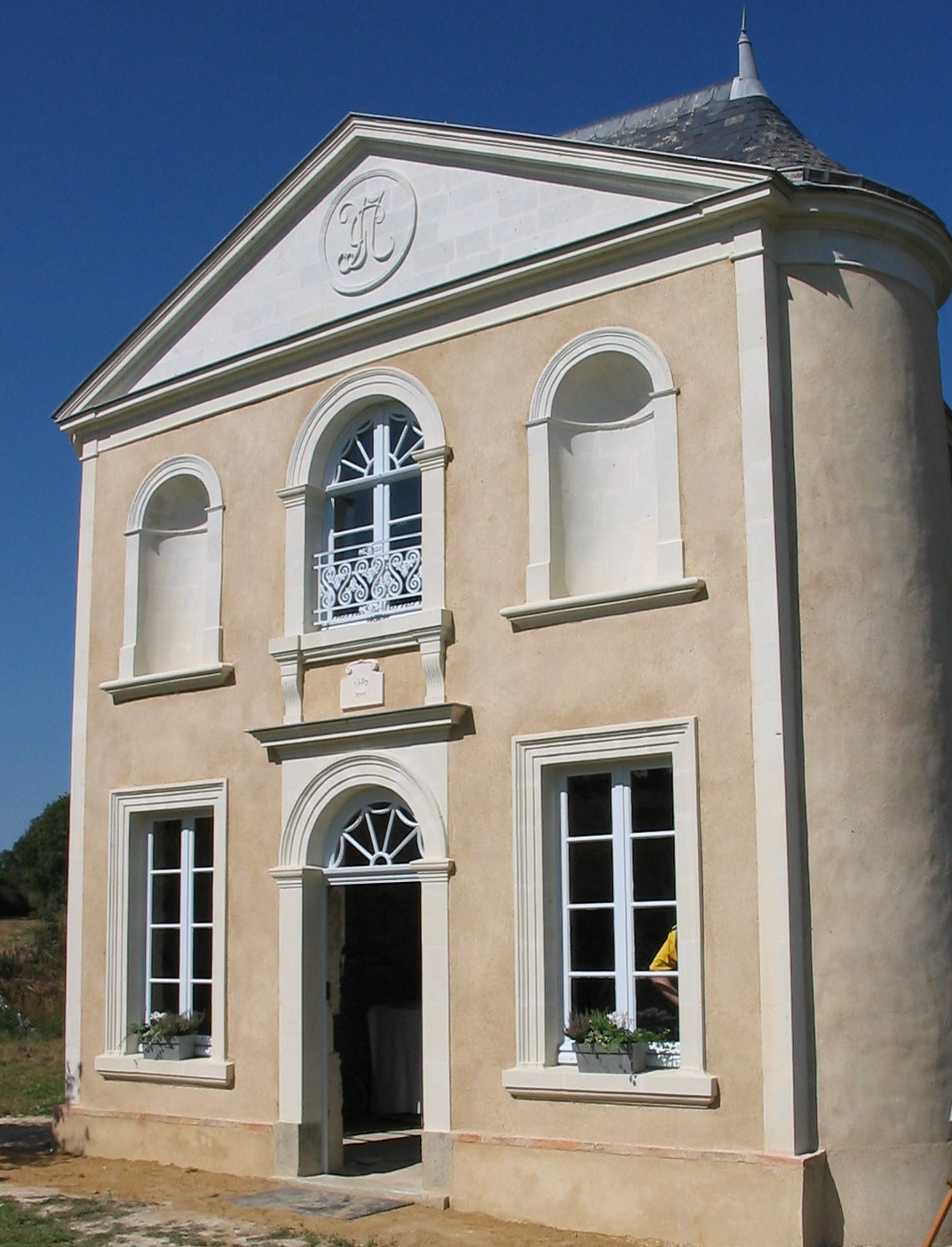
Schloss Magnanne

## Persönlichkeiten
- Charles Fillion (1817–1874), Geistlicher
- Valérie Hayer (* 1986), Politikerin